# Saint-Jean-de-Dieu (Bas-Saint-Laurent)
Pour les articles homonymes, voir Saint-Jean-de-Dieu (homonymie).
Saint-Jean-de-Dieu est une municipalité située dans la municipalité régionale de comté des Basques dans la région administrative du Bas-Saint-Laurent au Québec (Canada). 

## Toponymie
Dans les années 1850, la première colonie de l'endroit portait le nom de « Bégon ». À cette époque, les colons mettaient leur avoir en commun et leur rang fut alors surnommé « La Société ». D'ailleurs, ce fut le nom d'un bureau de poste de 1912 à 1943 et ce nom est toujours conservé pour nommer un hameau. De son côté, le nom de « Bégon » fait référence à Michel Bégon de la Picardière, intendant de la Nouvelle-France de 1710 à 1726. La municipalité de canton créée en 1865 reprit le nom de « Bégon » et un bureau de poste ouvert en 1868 le reprit également.
La paroisse locale porte le nom de « Saint-Jean-de-Dieu » depuis 1873. La municipalité et le bureau de poste reprirent ce nom à partir de 1947.

## Histoire
Les premiers colons de l'endroit, originaires principalement de Trois-Pistoles, arrivent vers 1850 lors de la création de la colonie Bégon qui était située à environ 8 km de l'actuel village.
Le 30 juin 1863, la première chapelle est construite. Le 1er janvier 1864, la municipalité de canton de Bégon est créée. En 1868, le bureau de poste est ouvert. Elle se situe à environ 25 km au sud-est de Trois-Pistoles.
Le 18 juin 1873, la paroisse de Saint-Jean-de-Dieu est érigée canoniquement et elle est érigée civilement le 17 décembre suivant. Les registres paroissiaux sont ouverts depuis le 1er janvier 1874. Le premier curé, Louis Arpin, est nommé en 1877. Auparavant, la paroisse était desservie par le curé de Sainte-Françoise. La première église, construite en bois, est également érigée en 1877 et parachevée en 1895,.
En 1921, une deuxième église, en pierre, est érigée.
En 1947, la municipalité de canton change de statut pour celui de municipalité et adopte alors son nom actuel, « Saint-Jean-de-Dieu ».
Le 3 janvier 1959, l'église est incendiée. La même année, une troisième église est construite. Cette dernière fut bénite en 1961.

## Géographie
La rivière des Trois Pistoles délimite le nord-ouest de la municipalité du sud au nord. 
La rivière de la Sauvagesse traverse la municipalité du nord-est vers le sud-ouest jusqu'à sa confluence avec la rivière des Trois Pistoles.
La rivière Boisbouscache la traverse d'est en ouest jusqu'à sa confluence avec la rivière des Trois Pistoles.
Les rivières aux Sapins, aux Bouleaux et aux Perdrix la traversent du nord-est vers le sud-est jusqu'à leur confluence avec la rivière des Trois Pistoles. La rivière Ferrée traverse la pointe nord-est de la municipalité vers l'ouest. 
La rivière Abraham-Bell en traverse l'est jusqu'à sa confluence avec la rivière Boisbouscache à l'est du village.
La rivière Sisime des Aigles prend sa source du lac Saint-Jean situé au sud-est de la municipalité.

## Démographie
| 1881  | 1891  | 1901  | 1921  | 1931  | 1941  | 1951  |
| ----- | ----- | ----- | ----- | ----- | ----- | ----- |
| 1 290 | 1 055 | 1 357 | 2 121 | 2 501 | 2 298 | 2 406 |

| 1956  | 1961  | 1966  | 1971  | 1976  | 1981  | 1986  |
| ----- | ----- | ----- | ----- | ----- | ----- | ----- |
| 2 663 | 2 799 | 2 584 | 2 262 | 2 107 | 2 136 | 2 063 |

| 1991  | 1996  | 2001  | 2006  | 2011  | 2016  | 2021  |
| ----- | ----- | ----- | ----- | ----- | ----- | ----- |
| 1 893 | 1 828 | 1 768 | 1 671 | 1 606 | 1 591 | 1 651 |

## Économie
Les principales activités économiques de Saint-Jean-de-Dieu sont l'industrie laitière et l'élevage d'animaux de boucherie.

## Administration
Les élections municipales se font en bloc pour le maire et les six conseillers.
| Saint-Jean-de-Dieu Maires depuis 2001                                                                                |                       |         |          |
| Élection | Maire                 | Qualité | Résultat |
| 2001 | Rodrigue Soulard      |         | Voir     |
| 2005 | Jean-Marie Côté       |         | Voir     |
| 2009 | Jean-Marie Côté       | Voir    |          |
| 2013 | Alain Bélanger        |         | Voir     |
| 2017 | Alain Bélanger        | Voir    |          |
| 2021 | Jean-Claude Malenfant |         | Voir     |
| Élection partielle en italique Depuis 2005, les élections sont simultanées dans toutes les municipalités québécoises |                       |         |          |